# Peddelkoord

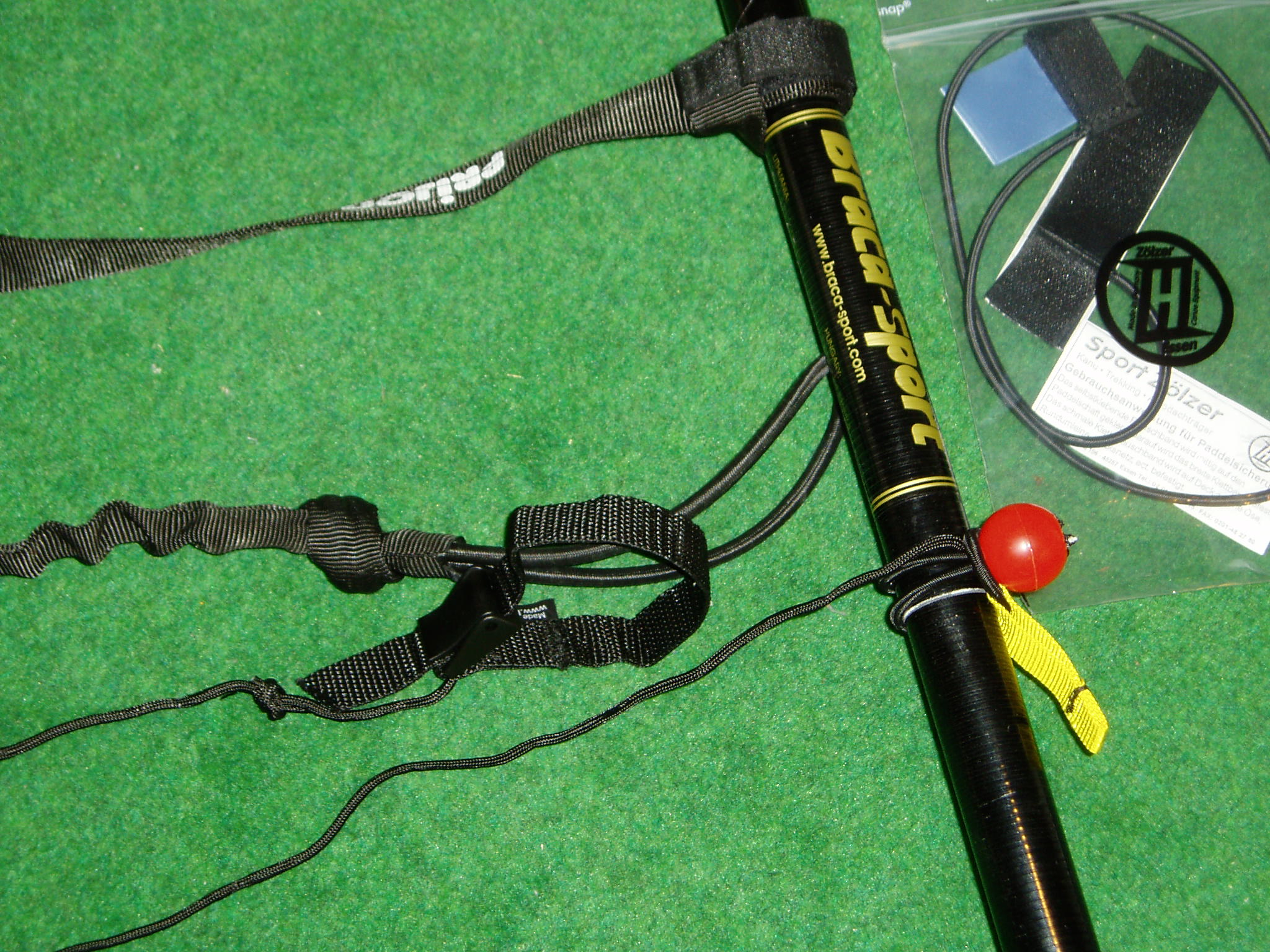
Verschillende peddelkoorden bevestigd aan een peddel.

Een peddelkoord (Engels: paddle leash) is een touw waarmee een peddel bevestigd wordt aan een kano of kajak. Een dergelijk koord wordt vooral gebruikt bij zeekajaks op open water. Een dergelijk koord is in de eenvoudigste vorm een simpel touw dat aan de boot en aan de peddel wordt geknoopt; vaak zijn ze enigszins rekbaar of bestaan (deels) uit kruldraad en worden met klittenband of musketons bevestigd.

## Toepassingen
Vooral als men omslaat, is er het risico dat men de peddel verliest, en dat deze afdrijft of tussen de golven niet meer te vinden is. Door gebruik van het peddelkoord blijft de peddel altijd in de buurt. Daarnaast kan het peddelkoord dienen voor gemak: bijvoorbeeld als men een foto wil maken, wil kaartlezen of iets uit een opbergvak wil nemen, kan men eenvoudig de peddel naast de boot in het water laten vallen zonder bang te zijn dat deze afdrijft.
Bij wildwatervaren mogen peddelkoorden niet worden gebruikt, vanwege het gevaar dat men erin verstrikt kan raken.
Bij zeekajakken staan peddelkoorden ter discussie: het snel ter zijde kunnen leggen van de peddel tijdens b.v. een redding heeft zeker voordelen, maar ook daar is er een potentieel risico dat redder of drenkeling erin verstrikt raken. Hoe langer een peddelkoord, des te groter dit risico is. Ze dienen dus altijd zo kort mogelijk gehouden te worden.